# غليزا 581d
غليزا 581 دي (وضوحا / ɡli zə : /) أو جي أي 581 دي هو كوكب خارج المجموعة الشمسية يدور حول النجم جليز 581 حوالي 20,2 سنة ضوئية في كوكبة برج الميزان. وهي الكوكب الثالث التي اكتشفت في نظام والخامسة في ترتيب من نجم. بسبب كتلته، ما لا يقل عن 6,98 مرات من الأرض، ويصنف ككوكب ارض عظيمة. في أواخر نيسان / أبريل 2009، تلخص الملاحظات الجديدة من قبل فريق اكتشاف الكوكب الأصلي انه على مشارف المنطقة القابلة للسكن فيها مما يعني ان المياه السائلة قد تكون موجودة ويمكن للإنسان العيش فيه بنسبة 96%.